# Capparis decidua
Capparis decidua là một loài thực vật có hoa trong họ Capparaceae. Loài này được (Forssk.) Edgew. mô tả khoa học đầu tiên năm 1862.